# Kamojing
Kamojing is een bestuurslaag in het regentschap Karawang van de provincie West-Java, Indonesië. Kamojing telt 3481 inwoners (volkstelling 2010).